# Narjis

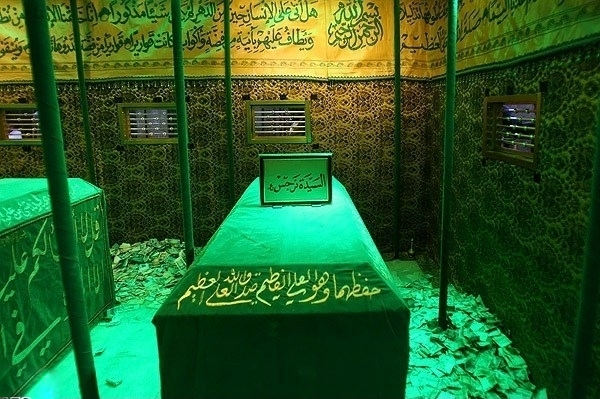
Narjis grav i al-Askari-helgedomen.

Narjis (arabiska: نرجس vilket betyder Narcissus) var enligt uppgift hustru till Imam Hasan al-Askari (217–260 AH, ca 832 - ca 890 e.Kr.) och moder till den siste shiaimamen enligt tolv-shiitisk islam. Hennes namn har nämnts vara Narjis, Saiyra, Katrina, Lilliana och Anna i böcker. Flera källor har beskrivit henne som en "romersk (d.v.s. bysantinsk) prinsessa" som låtsades vara en slavinna så att hon skulle kunna resa från sitt rike till Arabiska halvön. Mohammad Ali Amir-Moezzi, i Encyclopedia of Iranica, antyder att den sista versionen är "utan tvekan legendarisk och hagiografisk". Det har återberättats att hon även presenterat sig själv med namnet Malika, dotter till Yashua, son till den bysantiske kejsaren. Enligt den återberättelsen användes namnet Narjis för att hon ville dölja sin identitet. Hon sa att hennes mor var en ättling till Jesus lärjungar, och att hennes släktlinje går tillbaka till Jesus efterträdare, Shamaun (Simon). Enligt Ibn Babawayhs berättelse såg Narjis Jungfru Maria, Jesus mor, och Fatima, Muhammeds dotter, i sina drömmar som bad om hennes hand till giftermål med Hasan al-Askari. 